# Брукфилд Сентер (Охајо)
Брукфилд Сентер (енгл. Brookfield Center) насељено је место без административног статуса у америчкој савезној држави Охајо.

## Демографија
По попису из 2010. године број становника је 1.207, што је 81 (-6,3%) становника мање него 2000. године.
| Група             | 2000.         | 2010.         |
| Белци             | 1.266 (98,3%) | 1.166 (96,6%) |
| Афроамериканци    | 8 (0,6%)      | 16 (1,3%)     |
| Азијати           | 0 (0,0%)      | 5 (0,4%)      |
| Хиспаноамериканци | 12 (0,9%)     | 6 (0,5%)      |
| Укупно            | 1.288         | 1.207         |